# Gut Loxten
Das Gut Loxten ist ein Rittergut und ehemalige Wasserburg der Herren von Dincklage im Norden des Ortsteils Loxten der Gemeinde Nortrup im Landkreis Osnabrück in Niedersachsen.

## Geschichte
Möglicherweise war die südlich gelegene Motte Felddieksboll die Vorgängeranlage des Schlosses.
Das Schloss Loxten wurde 1474 durch Johann von Dinklage auf einem existierenden Hof erbaut, der vermutlich von seiner Gattin Rixa von Brawe als Lehen der Grafschaft Tecklenburg in die Ehe mitgebracht worden war. Sein gleichfalls Johann heißender Sohn war Burgmann auf der Burg Quakenbrück, lebte aber auf Loxten. 1649 starb die Linie der Dinklage zu Loxten im Mannesstamm aus, der Besitz ging durch Heirat 1653 an den Rittmeister Franz von Frydag zu Buddenburg. Dessen Sohn verkaufte die Anlage 1682 an Christian Günther von Hammerstein. Dieser ließ das heutige Schloss zwischen 1691 und 1698 erbauen. Auf dem 1921/22 renovierten Anwesen wohnen die Freiherren von Hammerstein-Loxten noch heute.

## Beschreibung
Zur Gestalt der ursprünglichen Wasserburg können keine Aussagen getroffen werden. Das heutige Schloss ist im Stil der niederländischen Renaissance errichtet worden und besteht aus einem zweistöckigen Haupthaus mit zentralem Risalit auf der Rückseite und Portikus am Fronteingang. Auf der rechteckigen, von einer Mauer umgebenen Hauptburginsel befinden sich beiderseits der Zuwegung von der Vorburg jeweils ein Nebengebäude mit vorspringendem Eckturm. In den beiden Nordecken stehen zwei fünfseitige Pavillons. Auf der Vorburg, deren Wassergräben im Süden und Osten heute fehlen, steht nur noch ein einzelnes von ursprünglich vier Wirtschaftsgebäuden. Nördlich der Hauptburg befindet sich eine große Garteninsel.